# Anna (prorokini)
Anna – żydowska prorokini, córka Fanuela z rodu Asera, postać nowotestamentowa.

## Biografia
Prorokini została wymieniona w Ewangelii wg św. Łukasza w opisie ofiarowania Jezusa w świątyni. Ewangelista podał jej wiek: miała 84 lata. Kobieta 7 lat była zamężną, potem owdowiała i poświęciła się służbie w Świątyni Jerozolimskiej. Po spotkaniu ze Świętą Rodziną rozpowiadała wieść o przyjściu Mesjasza.

## Konotacje w sztuce
Prorokini Anna przedstawiana jest na obrazach w scenie Ofiarowania Jezusa w świątyni, towarzysząc Symeonowi. 
| obraz                                             | artysta                   | rok           | miejsce                        |
| ------------------------------------------------- | ------------------------- | ------------- | ------------------------------ |
| Ofiarowanie Jezusa w świątyni                     | Giotto di Bondone         | ok. 1303-1305 | Kaplica Scrovegnich            |
| Ofiarowanie w świątyni                            | Paolo Veneziano           | 1333          | Kościół San Pantalon, Wenecja  |
| Ofiarowanie Jezusa w świątyni                     | Ambrogio Lorenzetti       | 1342          | Uffizi, Florencja              |
| Poliptyk Grudziądzki                              | Mistrz Ołtarza z Trzeboni | ok. 1390      | Muzeum Narodowe w Warszawie    |
| Ofiarowanie w świątyni część Pokłonu Trzech Króli | Gentile da Fabriano       | 1423          | Luwr                           |
| Ofiarowanie w świątyni (część nastawy ołtarzowej) | Giovanni di Paolo         | ok. 1435      | Metropolitan Museum of Art     |
| Ofiarowanie w świątyni (Armadio degli Argenti)    | Fra Angelico              | 1451-1453     | Konwent San Marco we Florencji |
| Ofiarowanie w świątyni                            | Mistrz Paulus             | 1486          | Muzeum Narodowe w Warszawie    |
| Ofiarowanie w świątyni z Ołtarza Hamburskiego     | Absolon Stumme            | 1499          | Muzeum Narodowe w Warszawie    |
| Ofiarowanie w świątyni                            | Giorgio Vasari            | XVI w.        | Museo di Capodimonte, Neapol   |
| Ofiarowanie w świątyni                            | Ivan Aleksandrov          | 1721          | Muzeum Narodowe w Warszawie    |